# Wish You Were Here
Wish You Were Here er Pink Floyds konceptalbum fra 1975, som praktisk talt var dedikeret til bandets tidligere guitarist Syd Barret. Han var nogle år forinden blevet smidt ud på grund af hans manglende evne til at gennemføre en koncert uden at spille forkerte sange i løbet af koncerten; denne manglende evne var en direkte årsag af hans psykiske lidelser som han havde pådraget sig gennem forskellige stoffer. Albummet havde samtidig den svære rolle at skulle leve op til det altoverskyggende album Dark Side of the Moon.
Omdrejningspunktet er altså Syd Barret, som da også tydeligt høres i numrene Shine On You Crazy Diamond og Wish You Were Here. Eksempelvis ses her teksten fra de første to verselinjer af Shine On You Crazy Diamond.
| Citat | Remember when you were young. You shone like the Sun. Shine on you crazy diamond. Now there's a look in your eyes, like black holes in the sky. Shine on you crazy diamond. | Citat |
|       | |       |